# Ted Dalton
Edward Dalton (tháng 4 năm 1882 – không rõ) là một cầu thủ bóng đá người Anh thi đấu ở vị trí hậu vệ. Sinh ra ở Chorlton-cum-Hardy, Manchester, ông bắt đầu sự nghiệp với Pendlebury, trước khi gia nhập Manchester United với tư cách nghiệp dư vào tháng 9 năm 1905. Ông thi đấu chuyên nghiệp vào tháng 1 năm 1906, nhưng phải đến 25 tháng 3 năm 1908 ông mới ra mắt Manchester United, đá chính ở vị trí hậu vệ trái trong thất bại 7–4 trước Liverpool. Tháng 8 năm đó, ông trở lại Pendlebury trong mùa giải thứ hai ở hạng hai của Lancashire Combination, nhưng rời để đến St Helens Recreation một năm sau khi Pendlebury rút khỏi giải.